# 대전광역시장
대전광역시장(大田廣域市長)은 대전광역시의 행정 사무를 총괄하는 광역지방자치단체장이다.

## 역대 시장

### 충청남도 대전부윤
| 선출 방식 | 대수 | 이름           | 임기                              | 시정 구호 | 시정 방침 |
| --------- | ---- | -------------- | --------------------------------- | --------- | --------- |
| 관선      | 초대 | 황인식(黃仁植) | 1945년 8월 16일~1945년 11월 2일   |           |           |
| 관선      | 2대  | 방두환(方斗煥) | 1945년 11월 3일~1946년 3월 29일   |           |           |
| 관선      | 3대  | 방두환(方斗煥) | 1946년 4월 4일~1946년 5월 9일     |           |           |
| 관선      | 4대  | 이석기(李錫基) | 1946년 5월 11일~1947년 10월 29일  |           |           |
| 관선      | 5대  | 이석기(李錫基) | 1947년 10월 30일~1948년 5월 10일  |           |           |
| 관선      | 6대  | 유광준(兪光濬) | 1948년 5월 11일~1948년 10월 30일  |           |           |
| 관선      | 7대  | 손영도(孫泳道) | 1948년 10월 30일~1949년 10월 29일 |           |           |

### 충청남도 대전시장
| 선출 방식 | 대수 | 이름           | 임기                              | 시정 구호 | 시정 방침 |
| --------- | ---- | -------------- | --------------------------------- | --------- | --------- |
| 관선      | 초대 | 손영도(孫泳道) | 1949년 10월 30일~1952년 12월 19일 |           |           |
| 민선      | 2대  | 임지호(林志浩) | 1952년 12월 29일~1955년 11월 18일 |           |           |
| 민선      | 3대  | 박완식(朴完植) | 1955년 12월 27일~1954년 12월 2일  |           |           |
| 민선      | 4대  | 조병순(趙炳順) | 1954년 1월 10일~1959년 3월 19일   |           |           |
| 관선      | 5대  | 정인권(鄭寅權) | 1959년 5월 19일~1960년 5월 13일   |           |           |
| 관선      | 6대  | 김양현(金良鉉) | 1960년 5월 13일~1960년 10월 7일   |           |           |
| 민선      | 7대  | 신기훈(申基勳) | 1960년 12월 30일~1961년 2월 25일  |           |           |
| 민선      | 8대  | 김정우(金正雨) | 1961년 4월 6일~1961년 5월 24일    |           |           |
| 관선      | 9대  | 유문호(柳文鎬) | 1961년 5월 24일~1961년 7월 29일   |           |           |
| 관선      | 10대 | 배무남(裵武南) | 1961년 8월 12일~1963년 5월 9일    |           |           |
| 관선      | 11대 | 이완종(李完鐘) | 1963년 6월 17일~1964년 2월 20일   |           |           |
| 관선      | 12대 | 이남호(李南鎬) | 1964년 2월 20일~1966년 10월 12일  |           |           |
| 관선      | 13대 | 이준규(李俊圭) | 1966년 10월 12일~1968년 4월 15일  |           |           |
| 관선      | 14대 | 이완종(李完鐘) | 1968년 4월 15일~1970년 11월 24일  |           |           |
| 관선      | 15대 | 최재영(崔在英) | 1970년 11월 25일~1971년 8월 10일  |           |           |
| 관선      | 16대 | 심재홍(沈載鴻) | 1971년 8월 11일~1974년 11월 13일  |           |           |
| 관선      | 17대 | 김보성(金保城) | 1974년 11월 13일~1977년 7월 19일  |           |           |
| 관선      | 18대 | 이남두(李男斗) | 1977년 7월 20일~1978년 8월 1일    |           |           |
| 관선      | 19대 | 김보성(金保城) | 1978년 8월 2일~1980년 3월 11일    |           |           |
| 관선      | 20대 | 박봉휘(朴奉輝) | 1980년 3월 13일~1980년 7월 31일   |           |           |
| 관선      | 21대 | 이병내(李炳內) | 1980년 8월 1일~1981년 8월 24일    |           |           |
| 관선      | 22대 | 심대평(沈大平) | 1981년 8월 24일~1983년 12월 27일  |           |           |
| 관선      | 23대 | 권희탁(權熙卓) | 1983년 12월 27일~1986년 3월 8일   |           |           |
| 관선      | 24대 | 심대평(沈大平) | 1986년 3월 8일~1986년 10월 14일   |           |           |
| 관선      | 25대 | 김홍식(金泓植) | 1986년 10월 15일~1987년 8월 11일  |           |           |
| 관선      | 26대 | 김용성(金容成) | 1987년 8월 11일~1988년 12월 31일  |           |           |

### 대전직할시장
| 선출 방식 | 대수 | 이름           | 임기                             | 시정 구호 | 시정 방침 |
| --------- | ---- | -------------- | -------------------------------- | --------- | --------- |
| 관선      | 초대 | 이봉학(李奉學) | 1989년 1월 1일~1990년 12월 27일  |           |           |
| 관선      | 2대  | 홍선기(洪善基) | 1990년 12월 28일~1992년 4월 20일 |           |           |
| 관선      | 3대  | 김주봉(金柱奉) | 1992년 4월 21일~1993년 3월 3일   |           |           |
| 관선      | 4대  | 염홍철(廉弘喆) | 1993년 3월 4일~1994년 12월 31일  |           |           |

### 대전광역시장
| 선출 방식 |  | 대수     | 이름           | 임기                             | 정당                                                       | 시정구호                           |
| --------- |  | -------- | -------------- | -------------------------------- | ---------------------------------------------------------- | ---------------------------------- |
| 관선      |  | 1대      | 염홍철(廉弘喆) | 1995년 1월 1일~1995년 3월 29일   |                                                            |                                    |
| 관선      |  | 2대      | 김보성(金保城) | 1995년 3월 30일~1995년 6월 30일  |                                                            |                                    |
| 민선      |  | 3대      | 홍선기(洪善基) | 1995년 7월 1일~1998년 6월 30일   | 자유민주연합                                               | 위대한 대전, 긍지 높은 시민의 시대 |
| 민선      |  | 4대      | 홍선기(洪善基) | 1998년 7월 1일~2002년 6월 30일   | 자유민주연합                                               | 위대한 대전, 긍지 높은 시민의 시대 |
| 민선      |  | 5대      | 염홍철(廉弘喆) | 2002년 7월 1일~2006년 6월 30일   | 한나라당(2002~2005) 무소속(2005) 열린우리당(2005~2006)     | 가장 살기좋은 대전 건설            |
| 민선      |  | 6대      | 박성효(朴城孝) | 2006년 7월 1일~2010년 6월 30일   | 한나라당                                                   | 함께 가꾸는 대전 함께 누리는 행복  |
| 민선      |  | 7대      | 염홍철(廉弘喆) | 2010년 7월 1일~2014년 6월 30일   | 자유선진당(2010~2012) 선진통일당(2012) 새누리당(2012~2014) | 세계로 열린 대전 꿈을 이루는 시민  |
| 민선      |  | 8대      | 권선택(權善宅) | 2014년 7월 1일~2017년 11월 14일  | 새정치민주연합(2014~2015) 더불어민주당(2015~2017)          | 시민을 행복하게, 대전을 살맛나게   |
| 민선      |  | 권한대행 | 이재관(李在官) | 2017년 11월 14일~2018년 6월 30일 | 행정부시장                                                 | 시민을 행복하게, 대전을 살맛나게   |
| 민선      |  | 9대      | 허태정(許泰鋌) | 2018년 7월 1일~2022년 6월 30일   | 더불어민주당                                               | 새로운 대전! 시민의 힘으로         |
| 민선      |  | 10대     | 이장우(李莊雨) | 2022년 7월 1일~                  | 국민의힘                                                   | 일류 경제도시 대전                 |

## 같이 보기
- 대전광역시장 선거
- 대전광역시청
- 대전광역시 부시장
- 대전부윤